# Nils Wahl
Nils Wahl, född 1961, är en svensk jurist (jur dr och professor) som framför allt har varit verksam inom Europeiska unionens domstol. Han var domare vid tribunalen 2006-2012, generaladvokat vid domstolen 2012–2019 och domare vid EU-domstolen 2019-2024.

## Biografi
Nils Wahl disputerade på avhandlingen "Konkurrensförhållanden: om förhållandet mellan EGs konkurrensrätt och nationell konkurrensrätt" 1994. Han har undervisat vid Stockholms universitet sedan 1987 och från 1995 har han innehaft The Jean Monnet Chair in European Law vid universitetet. Han installerades som professor i europeisk integrationsrätt år 2001.
Nils Wahl har haft flera uppdrag som sakkunnig inom konkurrensrätt, bland annat gällande kartellbekämpning och översyn av svensk konkurrenslagstiftning. Han deltog i utredningsarbetet inför Sveriges inträde i EU och var medlem i Rådet för konkurrensfrågor tills det upplöstes. Wahl var vd för Stiftelsen fakultetskurser vid Stockholms universitet 1993-2004.
Vid 2001 års jurisstämma tilldelades han Tore Alméns pris för arbetet "Konkurrensskada. Skadeståndsansvar vid överträdelse av EG:s konkurrensregler och den svenska konkurrenslagen."
Den 27 april 2006 meddelade regeringen att den nominerat Wahl som ny svensk domare vid tribunalen inom Europeiska unionens domstol. Den 25 april 2012 utsågs han till generaladvokat av medlemsstaternas regeringsföreträdare för perioden den 7 oktober 2012 till den 6 oktober 2018. Den 28 november 2012 avlade han sin ed som generaladvokat inför domstolen.
Nils Wahl utsågs 2019 till domare i EU-domstolen.
Nils Wahl bor på Hadeholms herrgård utanför Gävle med sin fru Marianne Wahl och deras två döttrar. 